# Clavans-en-Haut-Oisans
Clavans-en-Haut-Oisans is een gemeente in het Franse departement Isère (regio Auvergne-Rhône-Alpes) in de Oisans en telt 114 inwoners (2009). De plaats maakt deel uit van het arrondissement Grenoble.

## Geografie
De oppervlakte van Clavans-en-Haut-Oisans bedraagt 14,7 km², de bevolkingsdichtheid is dus 7,8 inwoners per km².
De onderstaande kaart toont de ligging van Clavans-en-Haut-Oisans met de belangrijkste infrastructuur en aangrenzende gemeenten.

## Demografie
Onderstaande figuur toont het verloop van het inwonertal (bron: INSEE-tellingen).